# 恩尼斯住宅
恩尼斯住宅（Ennis House）是美國加利福尼亞州洛杉磯格里菲斯公园南部的一棟民宅，由弗兰克·劳埃德·赖特設計，1923年至1924年間建造。它是加州的地標之一，許多電影曾在此取景。
建築設計參考了瑪雅文明的建築風格，使用27,000塊混凝土装饰砌块建成。它因此被當做瑪雅復興式建築的範例。
2011年7月14日，它被罗纳德·伯克尔以450萬美元的價格買下，2019年，伯克爾又以1800萬的價格將其賣出。

## 外部連接
- 官方网站
- The Ennis House at (HABS), 1969 Historic American Buildings Survey
- LA.Curbed.Com restoration coverage （页面存档备份，存于）
- .   [2019-11-15]. （原始内容存档于2012-05-12）.